# Група приморско-горанских НОП одреда
Група приморско-горанских НОП одреда је био партизанска формација у саставу Народноослободилачке војске и партизанских одреда Југославије током Другог светског рата у Југославији.

## Историјат
Формирана је 21. јуна 1943. од 1. и 2. приморско-горанског НОП одреда укупне јачине око 700 бораца, наоружаних са 550 пушака, 18 пушкомитраљеза, 5 митраљеза, 40 пиштоља и друго. Крајем јула Група одреда је бројала 780 бораца. У јулу и августу њене јединице успешно су дејствовале на прузи Огулин—Сушак, Делнице—Врбовско и на комуникацији Сењ—Нови. У приморју су нападале на италијанске колоне, а код Бриња и Грижана водиле борбе против италијанских снага. Крајем августа Група одреда је расформирана, а одреди су стављени под команду Штаба 13. приморске-горанске дивизије. Крајем јула 1944. Група је поновно образована од 1. и 2. приморско·горанског НОП одреда, укупне јачине 648 бораца. Тада је 1. одред држао у блокади Дрежницу, а 2. одред бранио слободну територију Фужина. Оба одреда су 14. августа садејствовала 13. дивизији у неуспелом нападу на Дрежницу, а од 23. до 27. августа заједно са јединицама Дивизије водили веће борбе против делова немачке 392. легионарске дивизије који су продирали из Огулина ка Фужинама. У првој половини септембра 1. одред био је ангажован на рушењу цесте Жута Локва—Нови, а 2. одред на цестама Мрзла Водица—Чавле, Горње Јелење—Красица и Фужине—Злобин. Други одред садејствовао је 15. септембра јединицама 13. дивизије у уништењу усташке посаде на аеродрому у Гробничком пољу, а 23. септембра обезбеђивао напад на Злобин. У октобру су јединице Групе одреда дејствовале на цести Фужине—Локве—Делнице, а затим до краја године спречавале упаде 392. дивизије и 33. усташке бојне на ослобођену територију Дрежнице и Бриња. Крајем децембра 1944. Група је расформирана, па је 2. одред са Штабом Групе одреда упућен у Лику ради попуне јединица 13. дивизије, а у Горском котару је остао 1. одред са два батаљона.